# Jindřich Polák
Jindřich Polák (* 5. Mai 1925 in Prag; † 22. August 2003 ebenda) war ein tschechischer Filmregisseur. Der Schwerpunkt seines Schaffens lag im Bereich des Kinderfilms.

## Leben
Er startete seine filmische Karriere als Assistent des Regisseurs Otakar Vávra Ende der 1940er Jahre. Danach folgten verschiedenste Spielfilme und Fernsehserien in eigener Regie. Bedeutend sind vor allem die von ihm inszenierten Serien Pan Tau, Clown Ferdinand, Luzie, der Schrecken der Straße, Die Besucher und Katja und die Gespenster, die oft in Koproduktion mit Sendern der BRD oder der DDR entstanden und zu Standards des Kinderfernsehens bzw. -films wurden. Viele von diesen wurden von dem Drehbuchautor Ota Hofman geschrieben. Polák unternahm auch wiederholt Ausflüge in das Science-Fiction-Genre, so in Clown Ferdinand und die Rakete, Ikarie XB 1, der Satire Zítra vstanu a opařím se čajem und der Fernsehserie Die Besucher. 1968 entstand der Film Nebeští jezdci (deutsch: „Himmelsstürmer“) über tschechische Piloten in der britischen Royal Air Force während des Zweiten Weltkriegs, der bis 1990 nicht aufgeführt werden durfte.

## Filmografie (Auswahl)
- 1958: Der Tod im Sattel (Smrt v sedle)
- 1963: Clown Ferdinand und die Rakete (Klaun Ferdinand a raketa)
- 1963: Ikarie XB 1
- 1977: Morgen werde ich aufwachen und mich mit Tee verbrühen (Zítra vstanu a opařím se čajem)
- 1979: Per Anhalter in den Tod (Smrt stopařek)

## Auszeichnungen
- 1981 – Adolf-Grimme-Preis mit Bronze für Luzie, der Schrecken der Straße (zusammen mit Alexander Zapletal)
- 1984 – Goldener Gong für Die Besucher, gemeinsam mit Ota Hofman
- 1993 – Adolf-Grimme-Preis mit Silber für Katja und die Gespenster